# Edmund Pendleton Gaines
Pour les articles homonymes, voir Gaines.
Edmund Pendleton Gaines (20 mars 1777 - 6 juin 1849) est un officier de l'US Army qui servit avec honneur les États-Unis, lors de plusieurs conflits, dont la guerre anglo-américaine de 1812, les guerres séminoles et la guerre de Black Hawk. Il a reçu la Médaille d'or du Congrès le 3 novembre 1814.